# جامعة نيويورك (عمان)
جامعة نيويورك - في عمّان أو معهد نيويورك لتكنولوجيا المعلومات جامعة خاصة، تتبع لشبكة جامعة نيويورك للتكنولوجيا العالمية المنتشرة في كل من الصين وكندا والبحرين والإمارات بالإضافة إلى الأردن. تأسست في الأردن في 2005 لتستوعب الطلاب لدرجتي البكالوريوس والماجستير في تخصصات متعددة مثل إدارة الأعمال وعلوم الحاسوب والفنون. لها مجمعين منفصلين في مناطق مختلفة من المدينة. يشار إلى أن خريج الجامعة ينال شهادتين معترف بهما دولياً، الأولى تصدر من جامعة نيويورك في الولايات المتحدة والأخرى من جامعة العلوم والتكنولوجيا الأردنية.

## الموقع
موقعها دوار السادس مقابل مطعم موال.

## الإخلاء
تم إخلاء الجامعة بقرار قاضي تنفيذ محكمة جنوب عمان، في مدة أقصاها 30 أكتوبر 2010. وكان سبب الإخلاء هو رفع قضية حول الإضرار بالمأجور ألا وهو الإضرار بالعقار الموجودة فيه.